# Анцинг
Анцинг (њем. Anzing) општина је у њемачкој савезној држави Баварска. Једно је од 21 општинског средишта округа Еберсберг. Према процјени из 2010. у општини је живјело 3.591 становника. Посједује регионалну шифру (AGS) 9175111.

## Географија
Анцинг се налази у савезној држави Баварска у округу Еберсберг. Општина се налази на надморској висини од 519 метара. Површина општине износи 16,2 km². У самом мјесту је, према процјени из 2010. године, живјело 3.591 становника. Просјечна густина становништва износи 222 становника/km².